# 斯塔巴克鎮區 (北達科他州博蒂諾縣)
斯塔巴克鎮區（英語：Starbuck Township）是位於美國北達科他州博蒂諾縣的一個鎮區。

## 地方資料
斯塔巴克鎮區的面積為104.87平方千米，當中陸地面積為101.66平方千米，而水域面積為3.21平方千米。根據2010年美國人口普查的數據，當地共有人口32人，而人口密度為每平方千米0.31人。